# Giselastraße (metropolitana di Monaco di Baviera)
Giselastraße è una stazione della metropolitana che serve le linee U3 e U6 a Monaco di Baviera. Si trova nel quartiere di Schwabing-West.
La stazione si trova al di sotto di Leopoldstraße, una delle arterie più trafficate della città.
La fermata prende il nome dalla vicina Giselastraße, che ha inizio da Leopoldstraße e che si estende verso est verso l'Englischer Garten (Giardino Inglese).
La stazione è stata aperta il 19 ottobre 1971.

## Nelle vicinanze
- Siegestor
- Giardino Inglese